# Jerry O'Connell
Jeremiah "Jerry" O'Connell (n. 17 februarie 1974, New York) este un actor american, cel mai cunoscut pentru rolurile Quinn Mallory din serialul TV Călătorii în lumi paralele (Sliders), Andrew Clements din My Secret Identity, Vern Tessio din filmul Prietenii (Stand by Me), Derek din Scream 2, Charlie Carbone din Cangurul Jack (Kangaroo Jack) și Detectivul Woody Hoyt din Jordan (Crossing Jordan). A interpretat rolul lui Pete Kaczmarek din serialul CBS Avocați în Las Vegas (The Defenders) până la anularea serialului în 2011. A mai apărut în filmul de comedie de groază Piranha 3D și în Scary Movie 5.